# 305 î.Hr.
305 î.Hr. (CCCV) a fost un an obișnuit al calendarului roman.

## Nașteri
- Callimah, poet și învățat grec (d. 240 î.Hr.)